# Dietrich Mebs
Dietrich Mebs (* 20. Februar 1942 in Frankfurt am Main) ist ein deutscher Toxinologe und ehemaliger Hochschullehrer.

## Leben und Werdegang
Mebs studierte nach seinem humanistischen Abitur 1962 in Frankfurt am Main Biologie und Biochemie. Ab 1964 wurde er studentische Hilfskraft bei Hans-Walter Raudonat am Institut für gerichtliche und soziale Medizin und befasste sich mit Arbeiten zur Biochemie von Schlangengiften.
Während zwischenzeitlicher Forschungsaufenthalten ab 1966 in São Paulo, Brasilien, arbeitete er hauptsächlich an der Isolierung von Enzymen aus Schlangengiften und verfasste darüber seine Dissertationsschrift, mit der er im August 1968 zum Dr. phil. nat. promoviert wurde.
Ab 1968 war er  wissenschaftlicher Assistent am Zentrum der Rechtsmedizin. 1970/71 gelang es ihm während eines Forschungsaufenthaltes an der Universität Osaka in Japan, die komplette Aminosäuresequenz von Alpha-Bungarotoxin aufzuklären.
1979 habilitierte sich Mebs im Fach Rechtsmedizin mit einer Arbeit zum genetisch determinierten Polymorphismus von Erythrozyten-Enzymen und wurde 1985 zum Honorarprofessor an der 
Universität zu Frankfurt ernannt.
Nach Beendigung seiner Tätigkeit als Hochschullehrer am Universitätsklinikum Frankfurt 2007 wurde er Mitglied in einem Konsortium, das, von der EU gefördert, Gifte aus Kegelschnecken untersucht (Drug Discovery 2007–2012).
Seit 1982 ist Mebs Schatzmeister der International Society on Toxinology.
2007 erhielt er die Jean-Servais-Stas-Medaille. Seit 2024 ist er Ehrenmitglied der Deutsche Gesellschaft für Herpetologie und Terrarienkunde.

## Veröffentlichungen
- Vergleichend biochemische Untersuchungen an Schlangengiften. Frankfurt 1968; (Hochschulschrift; Naturwissenschaftliche Fakultät, Dissertation vom 15. Juli 1968); auch in: Hoppe-Seyler's Zeitschrift für physiologische Chemie. Bd. 349. 1958 unter dem Titel: Vergleichende Enzymuntersuchungen an Schlangengiften unter besonderer Berücksichtigung ihrer Casein-spaltenden Proteasen. S. 1115–1125
- Biochemische Untersuchungen zum genetisch determinierten Polymorphismus von drei forensisch relevanten Enzymen (Phosphoglucomutase, Adenosindesaminase, Adenylatkinase). Universität (Hochschulschrift), Frankfurt (Main) 1978 (Habilitationsschrift, 1979)
- Gifte im Riff. Toxikologie und Biochemie eines Lebensraumes. Wissenschaftliche Verlags-Gesellschaft, Stuttgart 1989; ISBN 3-8047-1053-0 (Lehrbuch)
- mit T. Shier: Handbuch der Toxinology. 1990
- Gifttiere. Ein Handbuch für Biologen, Toxikologen, Ärzte, Apotheker. Wissenschaftliche Verlags-Gesellschaft, Stuttgart 1992; ISBN 3-8047-1219-3 – wurde 2006 als bestes medizinisches Lehrbuch ausgezeichnet
- Venomous and Poisonous Animals. 2002